# Benedikt Stahl
Benedikt Stahl (* 17. Juni 1960 in Olpe) ist ein deutscher Architekt und Hochschullehrer.

## Leben
Benedikt Stahl studierte von 1984 bis 1989 an der Hochschule Ostwestfalen-Lippe und in Düsseldorf. Unmittelbar nach seiner Diplom-Prüfung bei Wolfgang Meisenheimer wurde er zum Lehrbeauftragten und Leiter des Raumlabors an der Fachhochschule Düsseldorf. Er gab Gastseminare zum Thema des Raumlabors an der Technischen Hochschule Wien. Seit 1992 führt er ein Atelier in einer Partnerschaft mit Niklaus Fritschi in Düsseldorf. Nach einer Vertretungsprofessur an der Hochschule Ostwestfalen-Lippe wurde er an der Alanus Hochschule in Alfter bei Bonn zum Professor berufen und 2011 zum Fachbereichsleiter gewählt.
Neben seiner Tätigkeit innerhalb der Hochschule in Alfter arbeitet er in seinem Atelier an städteräumlichen Konzepten und Entwürfen für Schulen und Kindergärten.

## Preise und Auszeichnungen Atelier Fritschi Stahl (Auswahl)
- 2009 Deutscher Fassaden-Preis, 1. Preis für Kindertagesstätte in Neuss[2]
- 2006 BDA Düsseldorf Publikumspreis für Aula und Schulerweiterung, Düsseldorf[3]
- 2006 Architektenkammer NW, Anerkennung für 2 Wohnhäuser im Ortskern, Düsseldorf-Gerresheim[4]
- 2005 Deutscher Fassaden-Preis, 1. Preis für Sanierung einer Wohnanlage der 50er Jahre, Duisburg[5]
- 2005 Deutscher Fassaden-Preis, 1. Preis für Wohn- und Geschäftshaus, Düsseldorf-Gerresheim[6][7]
- 2000 Prix Rhénan d’Architecture 2000 für Haus El Mehallawi, Düsseldorf-Mörsenbroich[8]
- 1998 Deutscher Städtebaupreis für die Rheinufergestaltung mit Apollo-Varieté-Theater, Düsseldorf.[9]
- 1997 BDA Auszeichnung guter Bauten für die Rheinufergestaltung.[8]
- 1996 „Gestaltung öffentlicher Plätze“ – DAM Frankfurt und der Deutschen Bank AG – 1. Preisrang für den Burgplatz, Düsseldorf.[8]
- 1994 Waterfront Center Washington – Top honor für die Rheinuferplanung, Düsseldorf.[8]